# Edet, Luleå kommun
Edet är en bebyggelse väster om flygfältet och tätorten Kallax i Luleå kommun, Norrbottens län. Vid SCB:s avgränsningen 2020 klassades bebyggelsen som en separat  småort för att 2023 klassas som del av tätorten Kallax. 